# 香港三尖
香港三尖是香港三座尖削的山峰，現時為西貢的蚺蛇尖(468M)、清水灣的釣魚翁(344M)及屯門的青山(583M)，因其地勢陡峭，部分路段碎石滿佈，難以行走，故被合稱為香港三尖。

## 相片

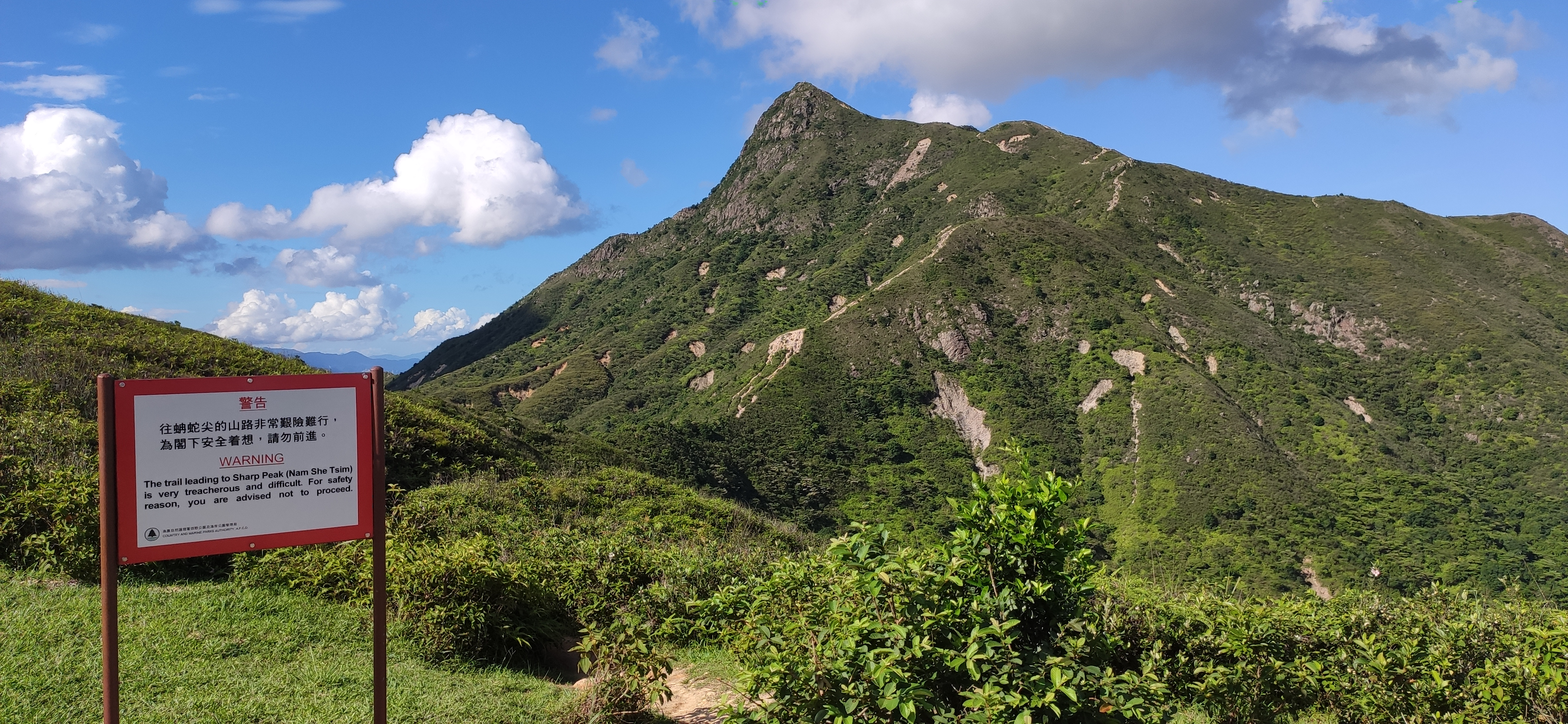
西貢半島蚺蛇尖
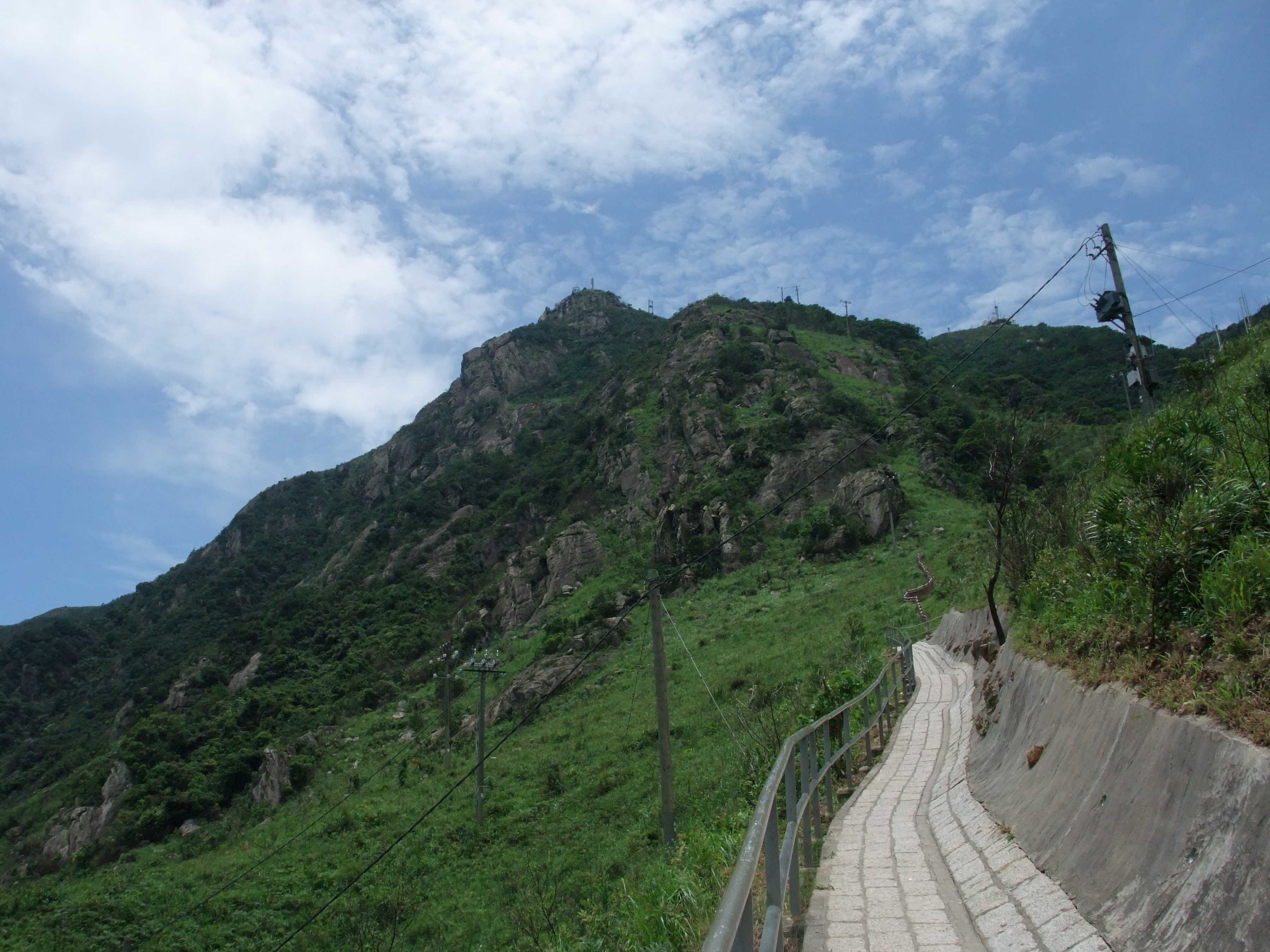
屯門青山
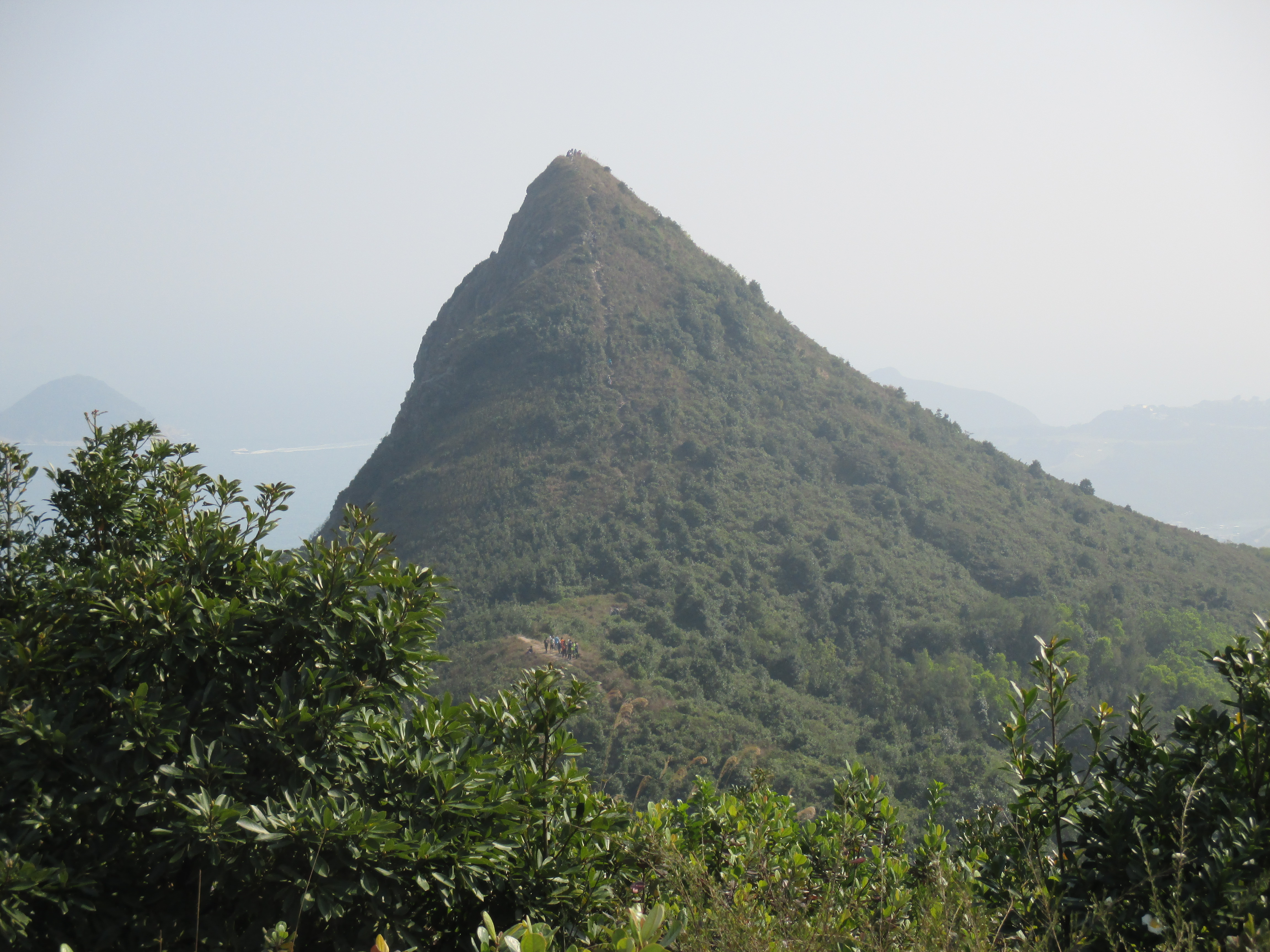
西貢釣魚翁

過往的列表有時列入城門的針山代替釣魚翁或青山，但最近20年至現時多數列入釣魚翁及青山。

## 西貢三尖
另外，釣魚翁、蚺蛇尖及睇魚岩頂(233M)並列為西貢三尖。